# 12238 Actor
12238 Actor (1987 YU1) là một thiên thể Troia của Sao Mộc được phát hiện ngày 17 tháng 12 năm 1987 bởi E. W. Elst và G. Pizarro ở the European Southern Observatory.